# Лантал
Лантал (њем. Lahntal) општина је у њемачкој савезној држави Хесен. Једно је од 22 општинска средишта округа Марбург-Биденкопф. Према процјени из 2010. у општини је живјело 6.935 становника. Посједује регионалну шифру (AGS) 6534012.

## Географски и демографски подаци
Лантал се налази у савезној држави Хесен у округу Марбург-Биденкопф. Општина се налази на надморској висини од 200 – 500 метара. Површина општине износи 40,5 km². У самом мјесту је, према процјени из 2010. године, живјело 6.935 становника. Просјечна густина становништва износи 171 становника/km².

## Међународна сарадња
| Мјесто | Држава    | Врста сарадње | Од    |
| ------ | --------- | ------------- | ----- |
|        | Француска | партнерство   | 1986. |
| Извор  |           |               |       |